# Taxibaan G3

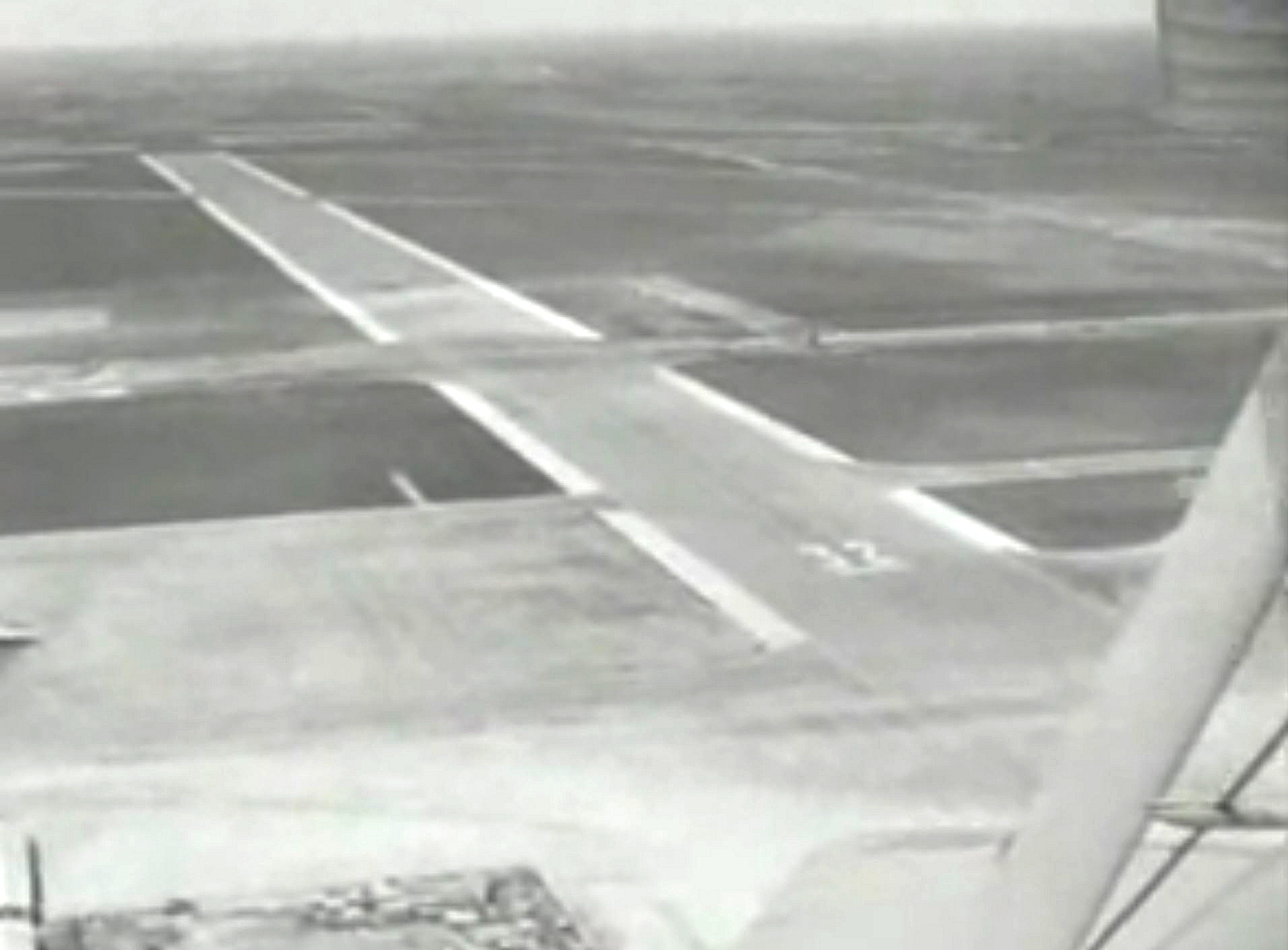
De startbaan in 1950

De taxibaan G3 ("Golf 3") is een voormalige startbaan, de 32-14, op de luchthaven Schiphol.
De baan stamt uit de luchthavenuitbreiding van 1938, waar deze de Noordwest-Zuidoost baan vormde. Na de oorlog is de baan verlengd en stond toen bekend als baan 32-14. De baan ligt precies haaks op de Oostbaan en eindigde op de plek waar de Buitenveldertbaan en Aalsmeerbaan samenkomen. De baan was 1100 meter lang en 40 meter breed. De baan is voor 1967 als startbaan buiten gebruik geraakt, maar ligt er nog wel en werd jaren gebruikt om vliegtuigen van Schiphol-Centrum naar Schiphol-Oost te slepen. Tegenwoordig wordt het stuk asfalt ten westen van de Oostbaan gebruikt als  locatie waar het magnetisch kompas van een vliegtuig kan worden gekalibreerd. Het gedeelte van de voormalige baan dat aan de oostzijde van de Oostbaan ligt wordt nu gebruikt als taxibaan.

## Ongeluk
De baan was betrokken bij de crash van de "Wilhelmina". Op 1 mei 1948 raakte een gloednieuwe DC-6 van de KLM na een verkeerde manoeuvre tijdens een start op de Oostbaan een aarden wal waar men op dat ogenblik bezig was de baan 32-14 aan te leggen.
Polderbaan · Aalsmeerbaan · Zwanenburgbaan · Buitenveldertbaan · Kaagbaan · Oostbaan